# Юсев, Михаил Владимирович
Михаил Владимирович Юсев (род. 22 августа 1968, Березники, Пермская область) — российский бодибилдер, многократный чемпион и призер России и Мира. Мастер спорта России по бодибилдингу.

## Биография
Михаил Юсев родился в городе Березники, Пермской области.
В школьные годы активно занимался греко-римской (классической) борьбой, а в старших классах начал заниматься в тренажерном зале.
В 1987—1989 гг. служил в армии — в 106-й Тульской воздушно-десантной дивизии. К окончанию срока службы Михаил Владимирович стал заместителем командира взвода и старшим сержантом.
1989 году после службы в армии, переехал жить в город Краснокамск.
Спортсмен входит в состав Союза десантников России, организовывает соревнования, приуроченные ко Дню защитника Отечества, участвует в показательных выступлениях, приуроченных ко Дню воздушно-десантных войск.
В конце 1995 года организовал в Краснокамске первые соревнования — новогодний турнир по пауэрлифтингу. В 1996 и 1997 годах спортсмен провел в этом городе новые турниры по пауэрлифтингу.
В 1997 году организовал в Краснокамске свой первый турнир по бодибилдингу.
В 1999 году спортсмен выиграл чемпионат Пермского края по бодибилдингу и занял VIII место на чемпионате России.
В 2000-е годы сосредоточился на работе тренера и организатора соревнований.
В 2004 году спортсмен был избран вице-президентом Федерации бодибилдинга и фитнеса Пермского края.
Имеет звание — Тренер высшей категории. За свою тренерскую карьеру Михаил Владимирович подготовил: одного заслуженного мастера спорта, четырех мастеров спорта международного класса и более двадцати мастеров спорта по бодибилдингу и пауэрлифтинга Одна из лучших его учениц — Евгения Филянина, абсолютная чемпионка Европы по фитнесу (2007 год) и бронзовый призер чемпионата мира по бодибилдингу и фитнесу (2007 и 2008 год), двукратный серебряный призер Кубка Мира по фитнесу и бодифитнесу (2008 и 2009 годы).
В 2010 году выполнил звание заслуженного тренера России, в 2011 году — судьи Всероссийской категории, а в 2013 году — судьи Международной категории.
Является Генеральным директором ООО «Проффитнес»

## Семья
с 1986 года женат на Юсевой Наталье Викторовне, есть два сына: Юсев Илья Михаилович 1988 г. и Юсев Никита Михаилович 1994 г.

## Спортивные достижения
- Международный турнир «Arnold Classic Europe», дисциплина бодибилдинг мастера 50-54 года / 2020 — ;
- Кубок Мира по бодибилдингу среди мастеров / 2018 — ;
- Чемпионат Мира по бодибилдингу среди мастеров / 2015 — ;
- Международный турнир «Arnold Classic» среди мастеров, дисциплина бодибилдинг / 2015 — ;
- Чемпионат России по бодибилдингу среди мастеров / 2018 — ;
- Кубок России по бодибилдингу среди мастеров / 2016 — ;
- Чемпионат России по бодибилдингу среди мастеров / 2015 — ;
- Чемпионат России по бодибилдингу среди мастеров / 2013 — ;
- Чемпионат России по бодибилдингу среди мастеров / 2012 — ;

## Социальные сети
- VK: Михаил Юсев
- Instagram: mikhail_yusev